# 北朝霞駅

西口（2012年9月）
人参を模したモニュメントは、周辺がかつて人参畑だったことに因む。

北朝霞駅（きたあさかえき）は、埼玉県朝霞市浜崎一丁目にある、東日本旅客鉄道（JR東日本）武蔵野線の駅。駅番号はJM 28。
この駅から西浦和駅方は大宮支社の管内に入る。

## 歴史

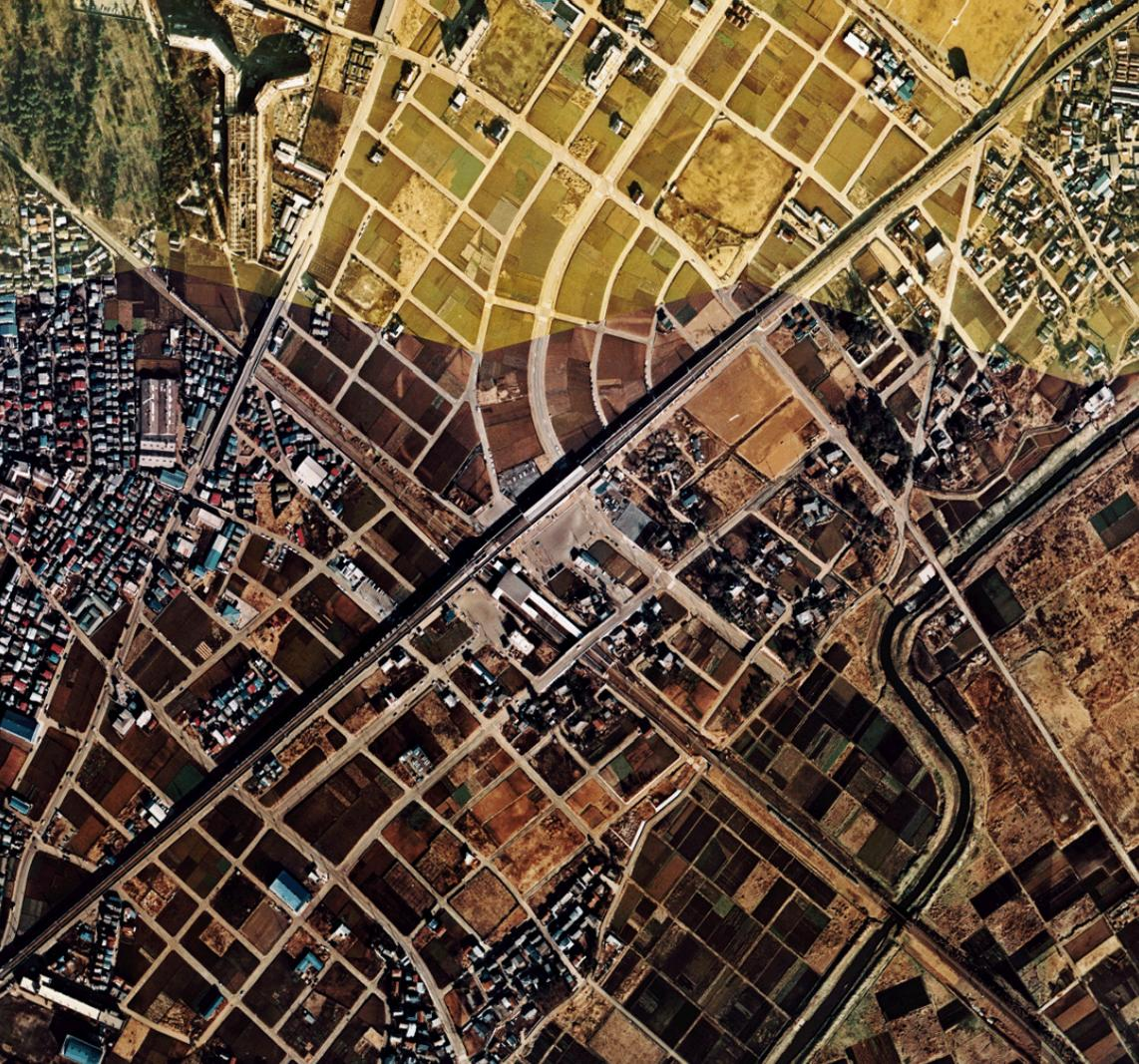
北朝霞駅付近空中写真（1974年撮影 国土画像情報オルソ化空中写真（国土交通省）より） 畑が目立ち、北西部の浜崎団地は造成中

- 1973年（昭和48年）4月1日：国鉄の北朝霞駅として開業[5]。開業当初に自動改集札機が試験設置された12駅の一つ。
- 1974年（昭和49年）8月6日：東武鉄道の東上本線に朝霞台駅が開業し[7]、乗換駅となる。
- 1980年（昭和55年）8月17日：西浦和駅付近の古タイヤの火災による高架橋損傷により当駅 - 西浦和駅間が約1ヵ月間不通となる[8]。
- 1987年（昭和62年）4月1日：国鉄分割民営化に伴い、東日本旅客鉄道（JR東日本）の駅となる[5]。
- 2001年（平成13年）11月18日：ICカード「Suica」の利用が可能となる[広報 1]。
- 2014年（平成26年）12月13日：西浦和駅方へホームを40 m延伸する工事が完成。府中本町方面の列車の停車位置が西浦和駅方へ40 m移動された[1][9]。
- 2022年（令和4年）9月1日：話せる指定席券売機を導入[10][11]。みどりの窓口が臨時窓口化[10][11]。

## 駅構造
島式ホーム1面2線を有する高架駅。駅本屋の施工は銭高組。
浦和西営業統括センター管内の直営駅であり管理駅でもあるが、当駅は自駅のみの単駅管理となっている。2014年にホームを40 m延伸し10両編成分の有効長となってから、上下列車は若干位置をずらして停まる。列車が停車しない部分には、柵が設置されている。
みどりの窓口（臨時窓口）・多機能券売機・指定席券売機・話せる指定席券売機・エスカレーター・エレベーター・VIEW ALTTE・コインロッカーが設置されている。トイレは中2階部分に男女とも1か所あり、多機能トイレを併設する。

### のりば
| 番線 | 路線     | 方向 | 行先                       |
| ---- | -------- | ---- | -------------------------- |
| 1    | 武蔵野線 | 上り | 西国分寺・府中本町方面     |
| 2    | 武蔵野線 | 下り | 南浦和・新松戸・南船橋方面 |

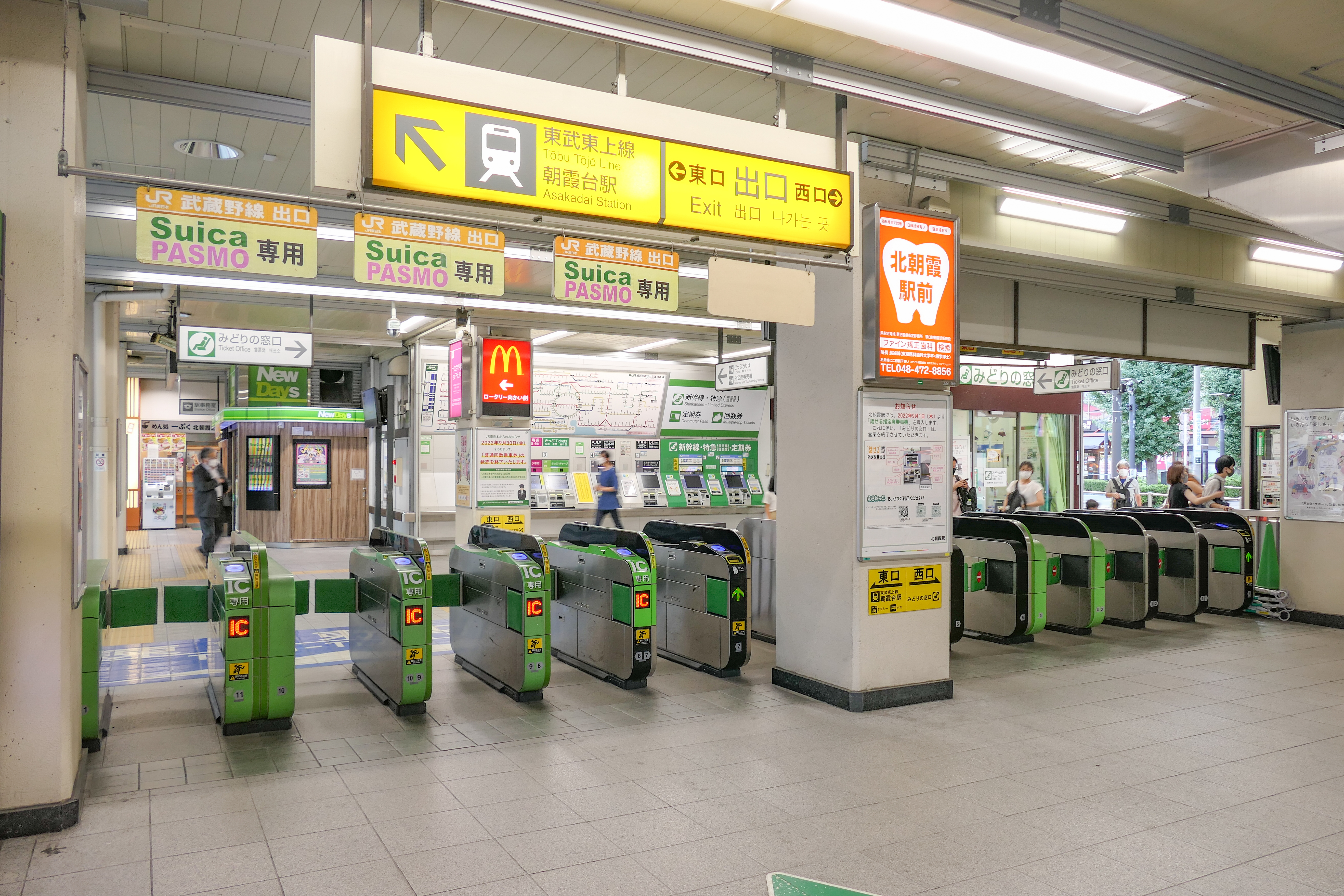
改札口（2022年8月）
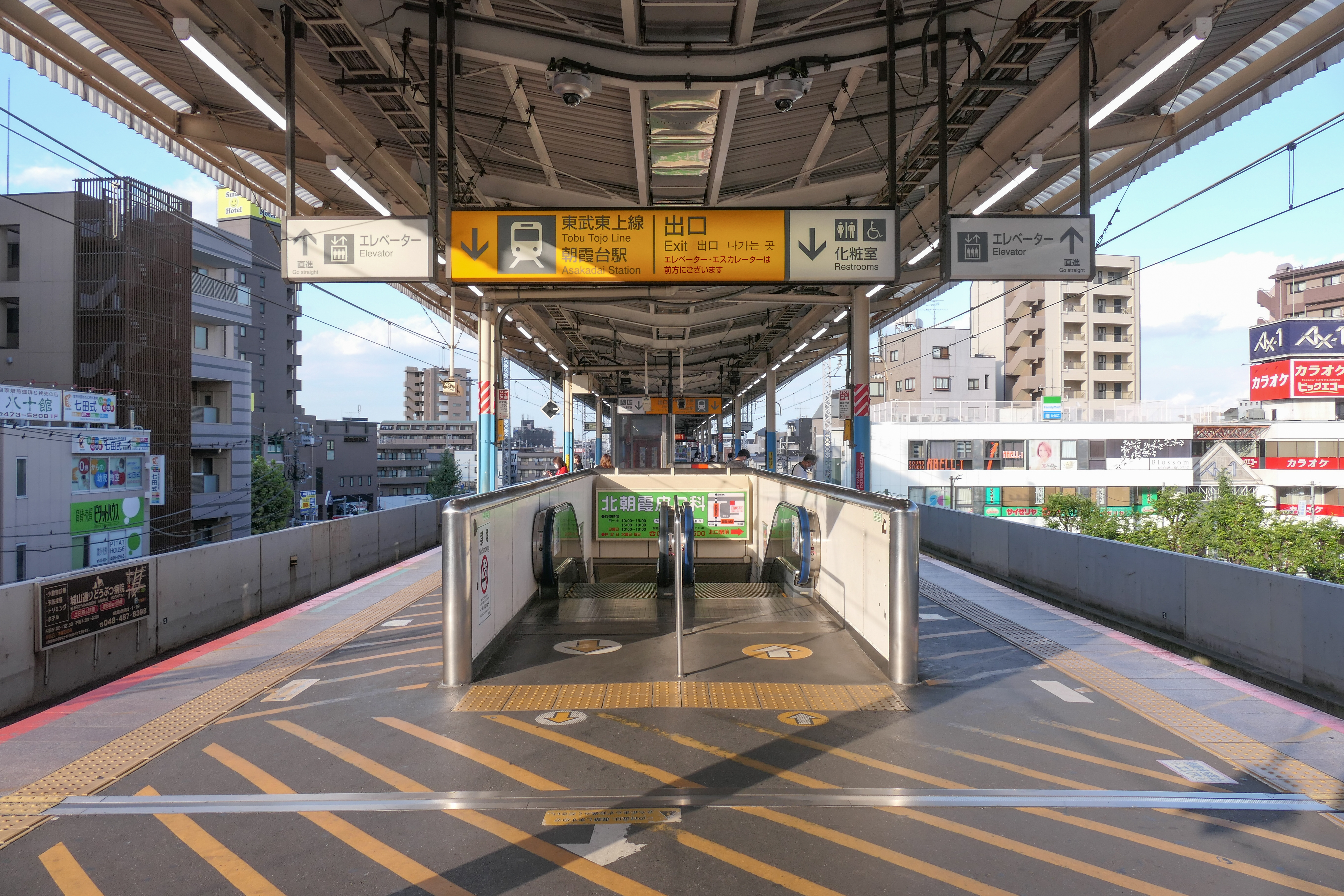
ホーム（2022年8月）

### 発車メロディ
発車メロディは、朝霞市内で毎年8月に開催されている市民まつり「彩夏祭」の総踊り曲である「集まれ！踊り人」を使用している。これは朝霞市民まつり実行委員会が2017年に祭りのPRと市制施行50周年を記念するために企画したもので、1番線では前奏、2番線では歌い出しの部分をアレンジしたものを使用している。メロディはスイッチの制作で、編曲は福嶋尚哉が手掛けた。
当初は祭りの開催期間に合わせて夏季限定で使用しており、それ以外の期間は従来のテイチク制作の汎用メロディを使用していたが、2023年7月6日からは通年で使用されている。
| 1 | JM | 集まれ！踊り人A |
| 2 | JM | 集まれ！踊り人B |

## 利用状況
2023年度（令和5年度）の1日平均乗車人員は65,888人で、JR東日本管内では飯田橋駅に次いで第62位である。また、武蔵野線内では西船橋駅、南越谷駅に次いで第3位、埼玉県内では大宮駅、浦和駅、川口駅、南越谷駅に次いで第5位である。開業時の想定乗降人員は2,253人だった。
1990年度（平成2年度）以降の1日平均乗車人員の推移は下表のとおりである。年度全体の乗車人員を365（閏日が入る年度は366）で除して1日平均乗車人員を求めており、計算で生じた小数点以下の値は切り捨てているため、定期外と定期の和は必ずしも合計と一致しない。
| 年度               | 1日平均乗車人員 | 1日平均乗車人員 | 1日平均乗車人員 | 出典              |
| 年度               | 定期外          | 定期            | 合計            | 出典              |
| ------------------ | --------------- | --------------- | --------------- | ----------------- |
| 1990年（平成02年） |                 |                 | 41,105          |                   |
| 1991年（平成03年） |                 |                 | 43,483          |                   |
| 1992年（平成04年） |                 |                 | 47,309          |                   |
| 1993年（平成05年） |                 |                 | 52,002          |                   |
| 1994年（平成06年） |                 |                 | 50,716          |                   |
| 1995年（平成07年） |                 |                 | 51,548          |                   |
| 1996年（平成08年） |                 |                 | 51,598          |                   |
| 1997年（平成09年） |                 |                 | 51,046          |                   |
| 1998年（平成10年） |                 |                 | 51,134          |                   |
| 1999年（平成11年） |                 |                 | 51,373          | [ 埼玉県統計 1 ]  |
| 2000年（平成12年） |                 |                 | 53,524          | [ 埼玉県統計 2 ]  |
| 2001年（平成13年） |                 |                 | 54,907          | [ 埼玉県統計 3 ]  |
| 2002年（平成14年） |                 |                 | 55,897          | [ 埼玉県統計 4 ]  |
| 2003年（平成15年） |                 |                 | 57,581          | [ 埼玉県統計 5 ]  |
| 2004年（平成16年） |                 |                 | 58,429          | [ 埼玉県統計 6 ]  |
| 2005年（平成17年） |                 |                 | 56,832          | [ 埼玉県統計 7 ]  |
| 2006年（平成18年） |                 |                 | 58,114          | [ 埼玉県統計 8 ]  |
| 2007年（平成19年） |                 |                 | 59,899          | [ 埼玉県統計 9 ]  |
| 2008年（平成20年） |                 |                 | 60,855          | [ 埼玉県統計 10 ] |
| 2009年（平成21年） |                 |                 | 61,912          | [ 埼玉県統計 11 ] |
| 2010年（平成22年） |                 |                 | 62,958          | [ 埼玉県統計 12 ] |
| 2011年（平成23年） |                 |                 | 63,263          | [ 埼玉県統計 13 ] |
| 2012年（平成24年） | 20,658          | 44,519          | 65,178          | [ 埼玉県統計 14 ] |
| 2013年（平成25年） | 21,066          | 46,316          | 67,382          | [ 埼玉県統計 15 ] |
| 2014年（平成26年） | 21,375          | 45,597          | 66,972          | [ 埼玉県統計 16 ] |
| 2015年（平成27年） | 21,969          | 47,161          | 69,131          | [ 埼玉県統計 17 ] |
| 2016年（平成28年） | 22,226          | 47,918          | 70,145          | [ 埼玉県統計 18 ] |
| 2017年（平成29年） | 22,438          | 48,456          | 70,895          | [ 埼玉県統計 19 ] |
| 2018年（平成30年） | 22,543          | 48,341          | 70,884          | [ 埼玉県統計 20 ] |
| 2019年（令和元年） | 22,181          | 48,396          | 70,577          | [ 埼玉県統計 21 ] |
| 2020年（令和02年） | 15,286          | 37,015          | 52,301          |                   |
| 2021年（令和03年） | 18,317          | 39,917          | 58,234          |                   |
| 2022年（令和04年） | 20,872          | 42,654          | 63,526          |                   |
| 2023年（令和05年） | 22,340          | 43,547          | 65,888          |                   |

## 駅周辺
乗換駅
- 朝霞台駅：当駅と乗換駅となっており[1]、駅前の広場を共有している。駅の建物は数十メートル離れているが、乗換ルートにあたる部分には屋根があり、雨天時も両駅間の移動に傘は不要である[3]。

行政
- 朝霞市役所朝霞台出張所
- 朝霞市弁財市民センター
- 東京都水道局朝霞浄水場
- 埼玉県朝霞県土整備事務所
- 朝霞市博物館
- 北朝霞公民館

金融機関
- りそな銀行朝霞台支店[22]
- 埼玉りそな銀行 北朝霞駅前出張所
- 巣鴨信用金庫朝霞台支店
- 三井住友銀行朝霞台出張所
- 中央労働金庫朝霞支店
- 朝霞溝沼郵便局
- 朝霞三原郵便局
- 朝霞宮戸郵便局
- 朝霞市商工会

店舗・商業施設
- 武蔵野ビル
- オリンピック朝霞台店
- サミットストア朝霞台店
- ヤオコー 朝霞岡店
- スーパーみらべる北朝霞店（武蔵野線高架下、2022年（令和4年）5月29日開店[23] - 2024年（令和6年）6月23日閉店[24]）
- 餃子の王将 北朝霞店（武蔵野線高架下）

病院
- TMGあさか医療センター
- 朝霞厚生病院

学校
- 東洋大学朝霞キャンパス
- 朝霞第二中学校

コミュニティFM放送局
- すまいるエフエム

宿泊施設
- 東横INN北朝霞駅西口

## バス路線
ここでは、北口側に発着するバスを記載する。南口側に発着するバスについては朝霞台駅#バス路線を参照のこと。
| のりば     | 運行事業者                        | 系統・行先                                                                                                |
| 北朝霞駅   | 北朝霞駅                          | 北朝霞駅                                                                                                  |
| ---------- | --------------------------------- | --- |
| 1          | 東武バスウエスト                  | - 朝02・志23：朝霞駅東口 - 志23：志木駅東口                                                               |
| 1          | - 国際興業バス - 東武バスウエスト | - 北朝01：下宗岡循環 - 北朝01-3：下宗岡二丁目                                                             |
| 2          | 国際興業バス                      | 北朝02：南与野駅西口                                                                                      |
| 北朝霞駅前 |                                   | |
| －         | 朝霞市内循環バス 「わくわく号」   | - 膝折・溝沼線・根岸台線：朝霞市役所 / わくわくどーむ - 宮戸線：北朝霞駅前（循環） - 内間木線：内間木公園 |

## 隣の駅
東日本旅客鉄道（JR東日本）
 武蔵野線
■むさしの号
大宮駅 (JS 24) - 北朝霞駅 (JM 28) - 新座駅 (JM 29)
■各駅停車
西浦和駅 (JM 27) - 北朝霞駅 (JM 28) - 新座駅 (JM 29)
- むさしの号は西浦和駅から分岐する武蔵野線大宮支線を経由して、与野駅から東北本線（東北貨物線）に入るが、西浦和駅には大宮支線用の線路にホームがないため、同駅を通過する。
- 特急「鎌倉」停車駅

### 記事本文